# Omega (album Asi)
Omega – album progresywno rockowego zespołu Asia i drugi album zespołu nagrany w jego oryginalnym składzie po reaktywacji w roku 2006.

## Lista utworów
1. "Finger on the Trigger" - 4:30
2. "Through My Veins" Steve Howe, Wetton - 5:08
3. "Holy War" - 5:59
4. "Ever Yours" - 4:04
5. "Listen, Children" - 5:56
6. "End of the World" - 5:39
7. "Light the Way" Howe, Wetton - 4:09
8. "Emily" (utwór bonusowy) – 5:12
9. "I'm Still the Same" - 4:43
10. "There Was a Time" - 5:58
11. "I Believe" - 4:42
12. "Don't Wanna Lose You Now" - 4:45

### Dodatkowe utwory

#### Edycja japońska
- "Drop a Stone" (zamiast "Emily")

## Twórcy

### Muzycy
- Geoff Downes – keyboard, poboczne linie wokalne
- John Wetton – gitara basowa, główny wokal
- Steve Howe – gitara, poboczne linie wokalne
- Carl Palmer – perkusja, instrumenty perkusyjne